# Cassinia scabrida
Cassinia scabrida là một loài thực vật có hoa trong họ Cúc. Loài này được Orchard mô tả khoa học đầu tiên năm 2004.